# Denise Gough

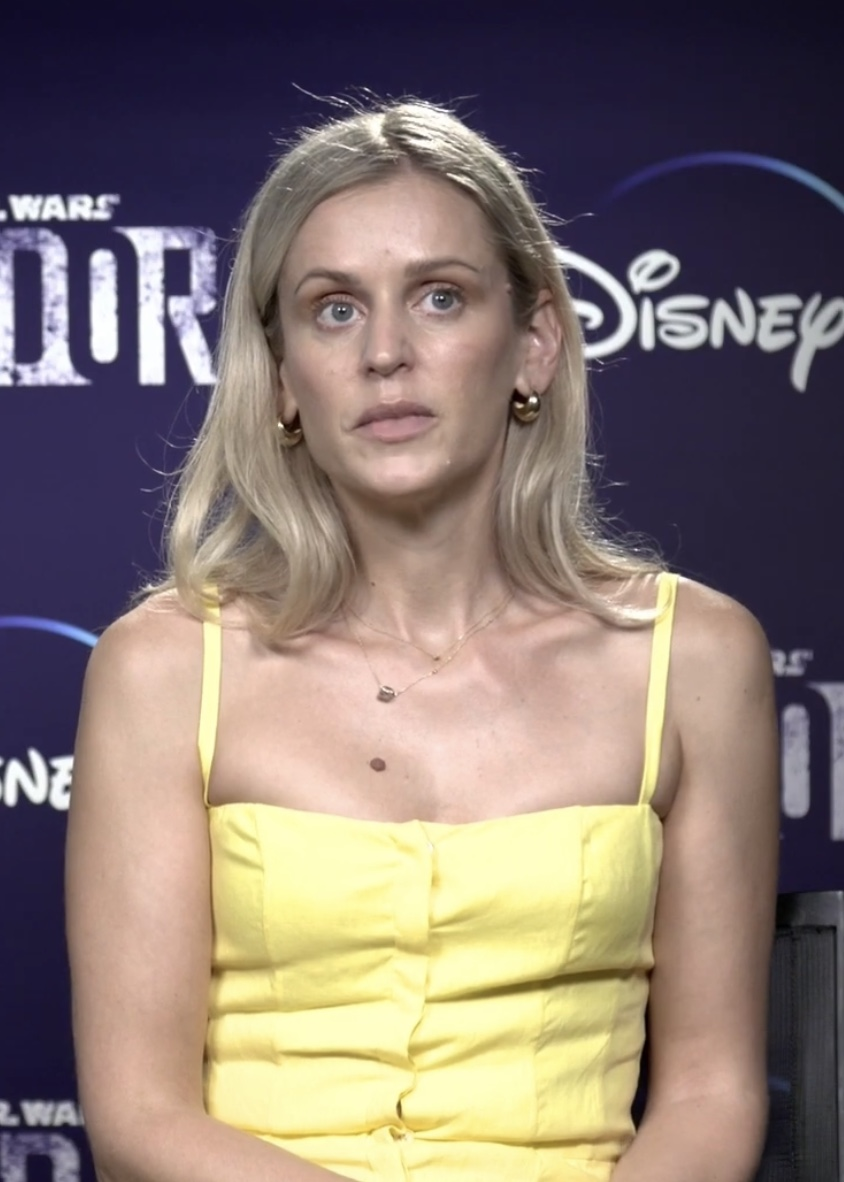
Denise Gough (2022)

Denise Gough (* 28. Februar 1980 in Ennis) ist eine irische Theater- und Filmschauspielerin.

## Leben
Denise Gough ist das siebte Kind von elf Geschwistern. Sie studierte an der Academy of Live and Recorded Arts in London von 1998 bis 2003. Danach wurde sie als Theaterschauspielerin, dabei überwiegend in London, tätig. Zur gleichen Zeit kamen Rollenangebote für Filme und Fernsehproduktionen. So spielte sie 2012 Emily Hill in der Miniserie Titanic – Blood & Steel. 2018 verkörperte sie Missy in Colette und 2020 Chloe im Drama Monday – Die Liebe eines Sommers. Seit 2022 spielt sie die Rolle der Dedra Meero in der Star-Wars-Serie Andor.

## Filmografie (Auswahl)
- 2007: Outlanders
- 2007: Inspector Lynley (The Inspector Lynley Mysteries, Fernsehserie, Folge 6x01)
- 2008: The Shooting of Thomas Hurndall (Fernsehfilm)
- 2010: Robin Hood
- 2010: The Kid
- 2010: Silent Witness (Fernsehserie, 2 Folgen)
- 2012: Titanic – Blood & Steel (Miniserie, 11 Folgen)
- 2014: Stella (Fernsehserie, 8 Folgen)
- 2014: ’71
- 2014: Jimmy’s Hall
- 2015: New Tricks – Die Krimispezialisten (New Tricks, Fernsehserie, Folge 12x09)
- 2016: The Fall – Tod in Belfast (The Fall, Kriminal-Dramaserie, als Dr. Walden, 2 Folgen)
- 2017: Guerrilla (Miniserie, 6 Folgen)
- 2017: Paula (Miniserie, 3 Folgen)
- 2018: Colette
- 2018: Juliet, Naked
- 2018: Steel Country
- 2019: Wenn du König wärst (The Kid Who Would Be King)
- 2019: The Other Lamb
- 2020: Monday – Die Liebe eines Sommers (Monday)
- 2020: Unser Mann in Amerika (Vores mand i Amerika)
- 2021: Too Close (Miniserie, 3 Folgen)
- 2021: Martyrs Lane
- 2022: Mord im Auftrag Gottes (Under the Banner of Heaven, Miniserie, 7 Folgen)
- 2022–2025: Andor (Fernsehserie, 20 Folgen)
- 2023: Who is Erin Carter? (Fernsehserie, 6 Folgen)
- 2025: The Stolen Girl (Miniserie, 5 Folgen)

## Auszeichnungen
2012 wurde sie mit dem Nachwuchspreis Jack Tinker Award geehrt. Für ihre Hauptrolle im Theaterstück People, Places and Things wurde sie 2015 mit dem Critics’ Circle Theatre Award und 2016 mit dem Laurence Olivier Award ausgezeichnet. Für ihre Nebenrolle im Stück Angels in America wurde sie 2018 erneut mit einem Laurence Olivier Award bedacht.